# لبراكة (لعطاطرة)
لبراكة هي إحدى مشيخات المملكة المغربية، تتبع جغرافيا لإقليم سيدي بنور وإداريًا للعطاطرة. يقدر عدد سكانها بـ 12827 نسمة حسب الإحصاء الرسمي للسكان والسكنى لسنة 2004.